# Rostysław Potoczniak
Rostysław Myrosławowycz Potoczniak (ukr. Ростислав Мирославович Поточняк, ros. Ростислав Мирославович Поточняк, Rostisław Mirosławowicz Potoczniak; ur. 26 stycznia 1948 w Winnikach, zm. 26 lipca 2022 we Lwowie) – ukraiński piłkarz, grający na pozycji centralnego obrońcy lub libera, reprezentant ZSRR, trener piłkarski. Jest absolwentem Politechniki Lwowskiej i lwowskiego Instytutu Wychowania Fizycznego.

## Kariera piłkarska

### Kariera klubowa
Wychowanek klubu SKA Lwów. Pierwszy trener Bohdan Markewicz. W 1965 został zaproszony do Karpat Lwów. 12 maja 1966 zadebiutował w spotkaniu z klubem Awanhard Charków. Od 1967 podstawowy obrońca klubu. W 1978 po spadku Karpat z Wysszej Ligi ZSRR przeszedł do Metalista Charków, w którym występował do 1983 i pełnił funkcję kapitana drużyny. Potem jeszcze trzy lata łączył funkcję piłkarza i trenera w amatorskiej drużynie Naftowyk Dolina.

### Kariera reprezentacyjna
25 lipca 1972 zadebiutował w olimpijskiej reprezentacji ZSRR w spotkaniu z Francją wygranym 3:1.

## Kariera trenerska
Jeszcze będąc piłkarzem łączył również funkcje trenerskie w amatorskiej drużynie Naftowyk Dolina. W latach 1987–1988 pracował na stanowisku zastępcy dyrektora SDJuSzOR Karpaty Lwów. Od 1989 pomagał trenować, a od 1991 już prowadził Karpaty Lwów. Również trenował czwartą i drugą drużyny Karpat. Obecnie pracuje w DJuSSz-4 we Lwowie na stanowisku trenera wykładowcy. Również z Gaborem Vajdą kieruje klubem weteranów Karpat Lwów.

## Sukcesy i odznaczenia
- Wicemistrz młodzieżowych mistrzostw Europy: (1x)

1972
- Mistrz Pierwoj Ligi ZSRR: (1x)

1970
- Zdobywca Pucharu ZSRR: (1x)

1969
- Nagrodzony tytułem Mistrz Sportu ZSRR w 1969.
- Zwyciężył w plebiscycie na najlepszego piłkarza w historii Karpata w 2003.